# 20:05
20:05 è il primo album in studio del gruppo musicale italiano Benji & Fede, pubblicato il 9 ottobre 2015 dalla Warner Music Italy.

## Descrizione
Il disco si compone di nove brani e il titolo scelto è un richiamo all'orario del primo messaggio che il duo si è scambiato su Facebook, dal quale nacque la loro amicizia.

## Tracce
1. Tutta d'un fiato – 3:07 (testo: Simone Cremonini – musica: Giorgio Baldi, Simone Cremonini)
2. Lettera – 3:49 (testo: Jacopo Angelo Ettorre – musica: Jacopo Angelo Ettorre, Luca Valsiglio)
3. Lunedì – 2:52 (testo: Jacopo Angelo Ettorre, Benjamin Mascolo, Federico Rossi – musica: Jacopo Angelo Ettorre, Luca Valsiglio)
4. Senza te – 3:15 (testo: Jacopo Angelo Ettorre – musica: Jacopo Angelo Ettorre, Luca Valsiglio)
5. New York – 3:32 (Benjamin Mascolo)
6. Fino a farmi male – 2:48 (testo: Simone Cremonini – musica: Giorgio Baldi, Simone Cremonini)
7. Tempo di cambiare – 3:36 (testo: Jacopo Angelo Ettorre – musica: Jacopo Angelo Ettorre, Luca Valsiglio)
8. Stroboscopica – 3:16 (testo: Jacopo Angelo Ettorre – musica: Jacopo Angelo Ettorre, Luca Valsiglio)
9. Prendimi per mano – 3:22 (Benjamin Mascolo)

## Formazione
Gruppo
- Benjamin Mascolo – voce, chitarra
- Federico Rossi – voce

Altri musicisti
- Giorgio Baldi – batteria, chitarra elettrica, programmazione
- Andy Ferrara – chitarra, batteria, pianoforte, chitarra elettrica, basso, programmazione
- Davide Marchi – basso, cori, sintetizzatore, chitarra acustica
- Marco Barrusso – batteria, chitarra elettrica, basso, programmazione

Produzione
- Giorgio Baldi – produzione (traccia 1)
- Andy Ferrara – produzione (tracce 3, 5, 6, 8 e 9)
- Marco Barrusso – produzione (tracce 2, 4 e 7), missaggio
- Andrea DB Debernardi – missaggio
- Marco D'Agostino – mastering

## Classifiche
| Classifica (2015) | Posizione massima |
| ----------------- | ----------------- |
| Italia            | 1                 |